# فهرست حملات تروریستی مرتبط با داعش
این لیست شامل مرگبارترین حملات تروریستی و بمب‌گذاری‌های داعش از شکل‌گیری (۲۰۱۴) تا حال حاضر است.
| سال   | عملیات                                     | کشته‌ها | زخمی‌ها | خلاصه عملیات |
| ----- | ------------------------------------------ | ------ | ------ | --- |
| ۲۰۱۴  | تیراندازی در موزه یهودی بلژیک              | ۳      | ۰      | در ۲۵ می یک مرد مسلح حدود ساعت ۲ بعدازظهر به وقت محلی با یک کوله پشتی وارد موزه شد و پس از تیراندازی گریخت |
| ۲۰۱۴  | تیراندازی ۲۰۱۴ به تپه پارلمان اوتاوا       | ۱      | ۰      | در ۲۲ اکتبر در جریان حمله سه مهاجم مسلح به پارلمان کانادا یک سرباز کانادایی و یکی از مهاجمان کشته شدند. |
| ۲۰۱۴  | حادثه گروگان‌گیری سیدنی ۲۰۱۴                | ۲      | ۴      | در ۱۵ دسامبر یک مهاجم مسلح به نام شیخ هارون به شرکت سازندهٔ شکلات لیندت اند اشپرونگلی در مرکز سیدنی حمله کرد و تعدادی از کارکنان و مشتریان درون کافه را به گروگان گرفت. این گروگان‌گیری پس از ۱۶ ساعت با حملهٔ پلیس به پایان رسید. همچنین خانهٔ اپرای سیدنی نیز بسته شد. |
| ۲۰۱۵  | تیراندازی شارلی ابدو                       | ۱۲     | ۱۰     | در ۷ ژانویه دو مهاجم مسلح به نشریهٔ شارلی ابدو در پاریس به خاطر کشیدن کاریکاتور پیامبر اسلام حمله کردند. پس از این حمله تروریستی، گزارش‌هایی از حمله به چند مسجد و تعدادی از اماکن متعلق به مسلمانان در فرانسه منتشر شد و خبرگزاری فرانسه گزارش کرد که چند مسجد در دو شهر فرانسه هدف تهاجم افراد ناشناس قرار گرفت اما این حملات تلفاتی برجای نگذاشت. |
| ۲۰۱۵  | حمله به موزه ملی باردو                     | ۲۴     | ۵۰     | در ۱۸ مارس دو مهاجم مسلح به این موزه در تونس حمله کرده و گردشگران را به گروگان گرفتند. دو مهاجم مسلح به ضرب گلوله پلیس از پای درآمدند و پلیس این حمله را یک اقدام تروریستی اعلام کرد. مجموع تلفات این حمله به ۲۳ تن رسید (۱۸ گردشگر خارجی، ۵ تونسی از جمله دو مهاجم) به علاوه یک سگ پلیس نیز در نتیجه این حمله کشته شد و ۵۰ تن دیگر نیز مجروح گردیدند، این واقعه مرگبارترین حادثه تروریستی تونس بشمار می‌آید. |
| ۲۰۱۵  | انفجار مسجد در قطیف                        | ۲۲     | ۱۰۲    | در ۲۲ مه مسجد امام علی در شهرک شیعه‌نشین القدیح از توابع استان قطیف عربستان سعودی در هنگام نماز جمعه منفجر شد. این انفجار منجر به کشته شدن ۲۲ تن و زخمی شدن ۱۰۲ تن دیگر شد. |
| ۲۰۱۵  | بمب‌گذاری در مسجد کویت ۲۰۱۵                 | ۲۷     | ۲۲۷    | در ۲۶ ژوئن یک مسجد شیعیان در کویت مورد حمله انتحاری قرار گرفت. این بمب‌گذاری که ادعا می‌شود توسط داعش انجام شده‌است ۲۷ کشته و ۲۲۷ زخمی برجای گذاشته‌است. در این حمله انتحاری ۳ تن از شهروندان ایران نیز کشته شدند. |
| ۲۰۱۵  | حملات سوسه ۲۰۱۵                            | ۳۹     | ۳۸     | در ۲۶ ژوئن دو هتل توریستی که اکثراً اتباع بریتانیایی در آن بودند در بندر القنطاوی در شمال سوسه مورد حمله مهاجمان قرار گرفتند. |
| ۲۰۱۵  | بمب‌گذاری سوروچ ۲۰۱۵                        | ۳۲     | ۱۰۴    | در ۲۰ ژوئیه بیرون مرکز فرهنگی آمارا در منطقه سوروچ در استان شانلی‌اورفه ترکیه هدف بمب‌گذاری قرار می‌گیرد. |
| ۲۰۱۵  | بمب‌گذاری کامیونی ۲۰۱۵ بازار بغداد          | ۷۶     | ۲۱۲    | در ۱۳ اوت یک کامیون یخچال دار در بازار مواد غذایی شهرک صدر بغداد منفجر شد. داعش مدعی مسئولیت این حمله شد، و اعلام کرد «خدا سربازان دولت اسلامی را قادر ساخت، یک کامیون پارک شده را در یک گردهمایی مرتدها در شهرک صدر یکی از مهم‌ترین مناطق با اکثریت شیعه منفجر کنند.» |
| ۲۰۱۵  | بمب‌گذاری‌های ۲۰۱۵ آنکارا                    | ۱۰۵    | ۴۰۰    | در ۱۰ اکتبر دو بمب‌گذار انتحاری خود را در میان راهپیمایان (صلح برای دموکراسی) در مقابل ایستگاه مرکزی راه‌آهن آنکارا خود را منفجر کردند. |
| ۲۰۱۵  | حملات بیروت ۲۰۱۵                           | ۴۵     | ۲۳۹    | در ۱۲ نوامبر دو مهاجم انتحاری خود را در برج البراجنه در منطقه شیعه‌نشین ضاحیه در جنوب بیروت خود را منفجر کردند. |
| ۲۰۱۵  | حملات نوامبر ۲۰۱۵ پاریس                    | ۱۳۰    | ۳۶۸    | در شب ۱۳ نوامبر یک رشته حملات به هم پیوسته شامل حمله انتحاری، گروگانگیری، تیراندازی دسته جمعی در مناطق یک، ده و یازده پاریس در مناطقی مانند استادیوم استاد دو فرانس، بلوار ولتر، روبیشا، شمال پاریس، تئاتر بتکلان انجام شد که خونین‌ترین حملات تروریستی تاریخ فرانسه بود. این حمله منجر به کشته شدن ۱۳۰ نفر و مصدومیت ۳۶۸ نفر شد. این حملات تروریستی در نزدیکی ورزشگاه استاد دو فرانس در سن دنی، سن سن دنی، شمال پاریس، و ایل دو فرانس به وقوع پیوست. حداقل سه انفجار جداگانه و شش تیراندازی در محدودهٔ پاریس گزارش شد، و یک گروگان‌گیری در تئاتر بتکلان انجام شد که بین ۶۰ تا ۱۰۰ نفر گروگان گرفته شده‌بودند. |
| ۲۰۱۵  | تیراندازی ۲۰۱۵ سن برناردینو                | ۱۴     | ۱۸     | در ۲ دسامبر دو مهاجم مسلح مهمانی مرکز بهداشت عمومی شهرستان سن برناردینو ایالات متحده آمریکا را هدف قرار دادند. سید رضوان فاروق، بازرس مسئول رسیدگی به رستوران‌ها در سازمان بهداشت بخش سن برناردینو، و همسرش تشفین مالک روز چهارشنبه به یک جشن تعطیلات که همکاران رضوان فاروق در آن حضور داشتند، حمله کردند. طبق این گزارش‌ها، رضوان فاروق در این جشن حضور داشته‌است اما از محل جشن خارج شده و سپس مسلح به همراه همسرش به این محل بازگشته بود و حاضران را به رگبار بستند. به گفته پلیس، این دو نفر ۷۵ گلوله به سمت حاضران شلیک کردند.                                                                          |
| ۲۰۱۶  | بمب‌گذاری ژانویه ۲۰۱۶ استانبول              | ۱۰     | ۱۵     | در ۱۲ ژانویه یک مهاجم انتحاری خود را در میدان تاریخی سلطان احمد در نزدیکی مسجد کبود و در میان گردشگران منفجر کرد. |
| ۲۰۱۶  | حملات ۲۰۱۶ جاکارتا                         | ۷      | ۱۹     | در ۱۴ ژانویه چندین انفجار انتحاری و تیراندازی توسط ۱۰ تا ۱۴ مهاجم در بازار ساریناه جاکارتای اندونزی اتفاق افتاد. |
| ۲۰۱۶  | حمله مسجد محاسن                            | ۵      | ۱۸     | در ۲۹ ژانویه مسجد امام رضا (محاسن) شهر المبرز از شهرستان احصاء عربستان سعودی توسط یک مهاجم مسلح مورد عملیات انتحاری و تیراندازی قرار گرفت. |
| ۲۰۱۶  | بمب‌گذاری ۲۰۱۶ شهر سیده زینب                | ۶۰     | ۱۱۰    | در ۳۱ ژانویه چند بمب‌گذاری در نزدیکی حرم زینب کبری در شهر سیده زینب در بخش جنوبی ریف دمشق در سوریه توسط دو مهاجم مسلح انجام شد. |
| ۲۰۱۶  | بمب‌گذاری فوریه ۲۰۱۶ آنکارا                 | ۲۸     | ۶۱     | در ۱۷ فوریه یک بمب در نزدیکی اتوبوس حامل نظامیان و در نزدیکی ستاد ارتش و پارلمان ترکیه منفجر شد. |
| ۲۰۱۶  | انفجار فوریه ۲۰۱۶ بغداد                    | ۷۰     | ۱۰۰    | در ۲۸ فوریه انفجار دوگانه‌ای توسط موتور سیکلت در بازار مریدی بغداد انجام شد. |
| ۲۰۱۶  | بمب‌گذاری مارس ۲۰۱۶ استانبول                | ۵      | ۳۶     | در ۱۹ مارس یک مهاجم انتحاری خود را در خیابان استقلال استانبول منفجر کرد. |
| ۲۰۱۶  | حملات مارس ۲۰۱۶ بروکسل                     | ۳۴     | ۱۳۶    | در ۲۲ مارس سه مهاجم انتحاری خود را در فرودگاه بروکسل و ایستگاه مترو مالبیک در بلژیک منفجر کردند. |
| ۲۰۱۶  | بمب‌گذاری ۲۰۱۶ سماوه                        | ۳۳     | ۷۵     | در ۱ مه دو خودروی بمب‌گذاری شده به صورت دوگانه در جنوب عراق و سماوه منفجر شدند. |
| ۲۰۱۶  | بمب‌گذاری مه ۲۰۱۶ غازی عینتاب               | ۲      | ۲۳     | در ۱ مه یک حمله انتحاری و یک انفجار خودروی بمب‌گذاری شده در مقابل ستاد مرکزی پلیس غازی عینتاب ترکیه انجام شد. |
| ۲۰۱۶  | بمب‌گذاری‌های ۱۱ مه ۲۰۱۶ بغداد               | ۶۴     | ۸۷     | در ۱۱ مه چهار عملیات انتحاری و خودروی بمب‌گذاری شده در بازاری در شرق شهرک صدر در شما بغداد، منطقه کاظمین، منطقه جامعه در غرب بغداد و خیابان ربیع در غرب بغداد انجام شد. |
| ۲۰۱۶  | بمب‌گذاری ژوئن ۲۰۱۶ استانبول                | ۱۱     | ۳۶     | در ۷ ژوئن یک بمب در مرکز استانبول در نزدیکی مسجد شاهزاده و ایستگاه مترو ونچیلر منفجر شد. |
| ۲۰۱۶  | تیراندازی باشگاه شبانه اورلندو ۲۰۱۶        | ۴۹     | ۵۳     | در ۱۲ ژوئن یک مهاجم مسلح به باشگاه همجنسگرایان شهر اورلندو در ایالت فلوریدا ایالات متحده آمریکا حمله کرد. |
| ۲۰۱۶  | حمله در فرودگاه آتاتورک استانبول           | ۴۵     | ۲۳۸    | در ۲۸ ژوئن سه مهاجم اقدام به تیراندازی در پارکینگ و عملیات انتحاری در پایانه ورودی پروازهای بین‌المللی در فرودگاه بین‌المللی آتاتورک کردند. |
| ۲۰۱۶  | حمله ۲۰۱۶ داکا                             | ۲۸     | ۵۰     | در ۱ ژوئیه هفت شبه نظامی اقدام به تیراندازی، پرتاب بمب و گروگانگیری در محلهٔ گلشن در داکا، پایتخت بنگلادش کردند. |
| ۲۰۱۶  | بمب‌گذاری ژوئیه ۲۰۱۶ بغداد                  | ۲۱۳    | ۲۰۰    | در ۳ ژوئیه دو بمب در محله‌های کراده و شعب در بغداد منفجر شدند. |
| ۲۰۱۶  | حمله ۲۰۱۶ نیس                              | ۸۶     | ۱۵۰    | در ۱۴ ژوئیه در جریان جشن روز ملی فرانسه در شهر نیس در جنوب این کشور، یک فرد مهاجم با یک کامیون به جمعیت حاضر در جشن حمله کرد. |
| ۲۰۱۶  | حمله به مسافران قطار وورتسبورگ ۲۰۱۶        | ۰      | ۵      | در ۱۸ ژوئیه یک فرد مهاجم با چاقو و تبر به قطاری در بین ترویشتلینگن و وورتسبورگ حمله کرد. |
| ۲۰۱۶  | تیراندازی ۲۰۱۶ مونیخ                       | ۱۰     | ۲۱     | در ۲۲ ژوئیه یک مهاجم مسلح اقدام به تیراندازی در مرکز خرید المپیا در دهکده المپیک در شمال غرب مونیخ آلمان کرد. |
| ۲۰۱۶  | بمب‌گذاری ۲۰۱۶ کابل                         | ۸۰     | ۲۳۱    | در ۲۳ ژوئیه سه عامل انتحاری خود را در محلهٔ دهمزنگ کابل در هنگام برگزاری تظاهرات (جنبش روشنایی) منفجر کردند. |
| ۲۰۱۶  | بمب‌گذاری ۲۰۱۶ آنسباخ                       | ۰      | ۱۲     | در ۲۴ ژوئیه یک عامل انتحاری خود را در ورودی جشنواره موسیقی آنسباخ در آلمان منفجر کرد. |
| ۲۰۱۶  | انفجار اوت ۲۰۱۶ کویته                      | ۹۳     | ۱۰۰    | در ۸ اوت یک عامل انتحاری خود را در تشییع جنازهٔ یک وکیل ارشد ترور شده منفجر کرد. |
| ۲۰۱۶  | بمب‌گذاری انتحاری نوامبر ۲۰۱۶ حله           | ۸۰     | ۵۰     | در ۲۴ نوامبر یک کامیون بمب‌گذاری شده در پمپ بنزینی در حله عراق در محل بازگشت زائران اربعین منفجر شد که نتیجه آن ۸۰ نفر کشته و بیش از ۵۰ تن مجروح گردیدند، این حمله در حالی رویداد که بسیاری از زائران شیعه پیاده‌روی اربعین در مسیر برگشت به ایران بودند. |
| ۲۰۱۶  | بمب‌گذاری کلیسای جامع ارتدوکس قبطی سنت مارک | ۲۵     | ۴۹     | در ۱۱ دسامبر یک بمب درون این کلیسا منفجر شد. |
| ۲۰۱۶  | حمله کامیونی ۲۰۱۶ بازار کریسمس برلین       | ۱۲     | ۴۸     | در شب ۱۹ دسامبر یک مهاجم با کامیون اسکانیا به بازار کریسمس در برایتشایدیلاتز برلین در آلمان حمله کرد و مردم را زیر گرفت. |
| ۲۰۱۷  | حمله به کلوب شبانه استانبول ۲۰۱۷           | ۳۹     | ۶۹     | در ۱ ژانویه یک مهاجم مسلح اقدام به حمله و تیراندازی گسترده در کلوب شبانه رینا در محله بشیکتاش استانبول کرد. |
| ۲۰۱۷  | بمب‌گذاری انتحاری ۲۰۱۷ سیهون                | ۹۰     | ۳۰۰    | در ۱۶ فوریه یک مهاجم انتحاری خود را در زیارتگاهی متعلق به صوفیان در شهر سیهون پاکستان منفجر کرد. |
| ۲۰۱۷  | حمله مارس ۲۰۱۷ کابل                        | ۵۱     | ۷۰     | در ۸ مارس یک حملهٔ تروریستی بسیار پیچیده به بیمارستان چهارصد بستر در کابل انجام می‌شود. |
| ۲۰۱۷  | حمله ۲۰۱۷ وست‌مینستر                        | ۴      | ۴۰     | در ۲۲ مارس یک مهاجم با خودروی خود به در کاخ وست‌مینستر می‌کوبد و پس از پیاده شدن اقدام به حمله به حاضران با چاقو در حیاط مرکزی کاخ وست‌مینستر و میدان پارلمان می‌کند. |
| ۲۰۱۷  | حمله ۲۰۱۷ متروی سن پترزبورگ                | ۱۴     | ۴۵     | در ۳ آوریل یک مهاجم انتحاری اقدام به منفجر کردن خود در بین ایستگاه‌های سنایا پلوشاد و مؤسسه فناوری متروی سن پترزبورگ کرد. تلفات این حادثه به ۱۴ تن رسید. حداقل ۴۵ تن نیز در این حمله زخمی شده‌اند. |
| ۲۰۱۷  | حمله ۲۰۱۷ استکهلم                          | ۵      | ۱۵     | در ۱۷ آوریل یک مهاجم با کامیون ربوده شده عمداً در خیابان دروتنین گاتان در استکهلم سوئد مردم را زیر گرفت. |
| ۲۰۱۷  | بمب‌گذاری‌های ۲۰۱۷ مصر                       | ۴۵     | ۱۳۶    | در ۹ آوریل دو مهاجم انتحاری خود را در کلیسای ارتدوکس قبطی سنت مارک منفجر کردند. این حادثه ۴۵تن کشته و ۱۳۶ تن نیز زخمی شده‌اند. |
| ۲۰۱۷  | تیراندازی ۲۰۱۷ به افسران پلیس پاریس        | ۰      | ۱      | در ۲۰ آوریل یک مهاجم مسلح با اسلحه کلاشنیکف سه پلیس را در بلوار شانزلیزه پاریس هدف قرار داد. |
| ۲۰۱۷  | بمب‌گذاری ۲۰۱۷ منچستر آرنا                  | ۲۲     | ۵۹     | در ۲۲ مه یک بمب در خارج سالن منچستر آرنا پس از پایان کنسرت آریانا گرانده منفجر شد. بمب‌گذاری حدود ساعت ۲۲:۳۵ BST اتفاق افتاد که باعث کشته شدن ۲۲ تن و مجروح شدن بیش از ۵۹ تن شد. گمان می‌رود حدود ۲۱۰۰۰ تن در محل حضور داشته‌اند. |
| ۲۰۱۷  | حمله ۲۰۱۷ منیا                             | ۲۹     | ۲۲     | در ۲۶ مه یک گروه مسلح به اتوبوس حامل مسیحیان قبطی در منیا مصر حمله کردند. در این حمله دست‌کم ۲۹ نفر کشته و ۲۲ نفر دیگر زخمی شدند. |
| ۲۰۱۷  | حمله جوزای ۱۳۹۶ کابل                       | ۹۰     | ۴۶۳    | در ۳۱ مه یک مهاجم انتحاری خود را در چهارراه زنبق در محلهٔ وزیر اکبرخان کابل منفجر کرد. |
| ۲۰۱۷  | حملات ژوئن ۲۰۱۷ لندن                       | ۷      | ۴۸     | در ۳ ژوئن سه مهاجم اقدام به زیر گرفتن مردم با یک دستگاه کامیون در پل لاندن بریچ لندن د حمله به مردم با چاقو در محله بارومارکت لندن کردند. پلیس لندن در اطلاعیه‌ای گفت که سه مهاجم ابتدا با یک کامیونت حمله را روی پل لاندن بریج با زیر گرفتن عابران آغاز کرده‌اند و بعد به منطقه بارو مارکت رفته و با چاقو به یک پلیس ترافیک و مشتریان یک رستوران در منطقه واوکس‌هال حمله کرده‌اند. |
| ۲۰۱۷  | حملات ۱۳۹۶ تهران                           | ۱۷     | ۵۲     | در ۷ ژوئن ۵ مهاجم مسلح اقدام به حمله و تیراندازی و عملیات انتحاری در مجلس شورای اسلامی و حرم روح‌الله خمینی در تهران در ایران کردند. |
| ۲۰۱۷  | حمله انتحاری اسد ۱۳۹۶ هرات                 | ۳۵     | ۶۲     | در ۱ اوت ۲۰۱۷ دو مهاجم انتحاری در مسجد جوادیه شهر هرات افغانستان پس از کشتن محافظان خود را منفجر کردند |
| ۲۰۱۷  | انفجار اوت ۲۰۱۷ کویته                      | ۱۵     | ۳۴     | روز شنبه ۱۲ اوت ۲۰۱۷ یک موتورسوار انتحاری که به خود ۲۵ کیلوگرم مواد منفجره بسته بود به یک کامیون نظامی می‌زند و منفجر می‌شود. این انفجار در یک بازار شلوغ وقوع پیوست. |
| ۲۰۱۷  | حمله بارسلونا ۲۰۱۷                         | ۱۵     | ۱۳۰    | در ۱۷ اوت ۲۰۱۷ یک وانت ون به خیابان لا رامبلا، بارسلون حمله کرده و جمعیت حاضر در پیاده‌رو را زیر گرفت. |
| ۲۰۱۸  | بمب‌گذاری نوروز ۱۳۹۷ کابل                   | ۳۳     | ۶۵     | در ۲۱ مارس ۲۰۱۸ مقارن با نوروز، یک عامل انتحاری خود را در کابل منفجر کرد که مسئولیت این عملیات توسط داعش برعهده گرفته شد. |
| ۲۰۱۸  | حملات انتحاری ۲۰۱۸ سورابایا                | ۱۳     | ۴۱     | در روزهای ۱۳ و ۱۴ مه ۲۰۱۸ ساعت ۷ صبح زمانی که مسیحیان برای نماز و نیایش به کلیساهای "مریم مقدس"، "پنتاکوسال" و "دیپونگورو" در شهر سورابایای اندونزی، سه حمله انتحاری به این سه کلیسا صورت گرفت و همزمان ۵ نفر که اعضای یک خانواده بودند سوار بر دو موتور به یک ایستگاه پلیس در این شهر حمله کرده و خود را منفجر کردند. |
| ۲۰۱۸  | بمب‌گذاری ۳۰ آوریل ۲۰۱۸ کابل                | ۳۰     | ۴۹     | در روز دوشنبه ۳۰ آوریل ساعت ۸ صبح بمبی توسط یک موتورسوار انتحاری سوار بر موتور در مقابل یک کلاس آموزشی زبان انگلیسی در کابل در منطقه‌ای که دفتر ریاست امنیت ملی، مقر فرماندهی ناتو و سفارت آمریکا قرار دارند منفجر شد، و به فاصله نیم ساعت بعد از انفجار اول که خبرنگاران نیز در محل وقوع حادثه جمع شده بودند انفجار دوم به وقوع پیوست. حمله‌کننده انتحاری دوم، خود را خبرنگار معرفی نموده و دوربین ویدیویی هم با خود داشت. فرد انتحاری دوم خود را در میان کسانی‌که به زخمی‌ها کمک می‌کردند منفجر ساخت. |
| ۲۰۱۸  | بمب‌گذاری ۲ می ۲۰۱۸ لیبی                    | ۱۶     | ۲۰     | در روز ۲ می ۲۰۱۸، بمب‌گذاران انتحاری به کمیسیون عالی ملی انتخابات (HNEC) در طرابلس، لیبی، حمله کردند و ساختمان را به آتش کشیدند. |
| ۲۰۲۲  | حمله به حرم شاه‌چراغ ۱۴۰۱                   | ۱۷     | ۴۷     | در ساعت ۱۷:۴۵ چهارشنبه ۵ آبان ۱۴۰۱، یک فرد مسلح با ورود به حرم شاه‌چراغ در شیراز و شلیک حدود ۶۰ گلوله، جمعیت حاضر در این مکان را به رگبار بست. در غروب یکشنبه ۲۲ مرداد۱۴۰۲، یک فرد مسلح با ورود به حرم شاه‌چراغ در شیراز و شلیک چندین گلوله، جمعیت حاضر در این مکان را به رگبار بست. ۲ نفر کشته و ۷ نفر زخمی شدند. |
| ۲۰۲۳  | حمله ۱۴۰۲ حرم شاهچراغ                      | ۲      | ۷      | |
| ۲۰۲۴  | حملات ۱۴۰۲ کرمان                           | ۸۴     | ۲۸۴    | در ۱۳ دی ۱۴۰۲ مصادف با چهارمین سالگرد ترور قاسم سلیمانی، دومین فرماندهٔ نیروی قدس سپاه پاسداران، دو انفجار انتحاری در مسیر گلزار شهدای کرمان رخ داد. انفجار اول در ساعت ۱۴:۵۰ رخ داد که بر اثر آن ده‌ها نفر زخمی و تعدادی کشته شدند. در ساعت ۱۵:۱۷ در حالی که مردم و نیروهای امدادی در حال کمک به آسیب‌دیدگان و انتقال جانباختگان بودند، انفجار دوم با شدت بیشتری رخ داد. |
| ۲۰۲۴  | حمله به تالار کروکوس سیتی                  | ۱۴۴    | ۵۵۱    | |
| مجموع | ۶۳                                         | ۲۳۹۹   | ۶۲۷۵   | - تروریسم اسلامی - فهرست حملات تروریستی اسلام‌گرایان - تروریسم در اروپا - تروریسم اسلامی در اروپا - حمله انتحاری - حمله با چاقو به عنوان یک تاکتیک تروریستی - نقد اسلام 1. 2. 3. 4. 5. 6. 7. 8. 9. 10. 11. 12. 13. 14. 15. 16. 17. 18. 19. 20. 21. 22. 23. 24. 25. 26. 27. 28. 29. 30. 31. 32. 33. 34. 35. 36. 37. 38. 39. 1. 2. |